# John Alfred Brashear
Pour les articles homonymes, voir Brashear.
 (février 2021).
Si vous disposez d'ouvrages ou d'articles de référence ou si vous connaissez des sites web de qualité traitant du thème abordé ici, merci de compléter l'article en donnant les références utiles à sa vérifiabilité et en les liant à la section « Notes et références ».
Le docteur John Alfred Brashear, né le 24 novembre 1840 à Brownsville en Pennsylvanie et mort le 8 avril 1920 à Pittsburgh, était un astronome américain et un constructeur d'instruments astronomiques.

## Biographie
Enfant, il est très influencé par son grand-père maternel, un horloger. Lorsqu'il a 9 ans, ce dernier l'emmène voir le télescope de Joseph P. Wampler à Brownsville. Cette visite va l'influencer pour le restant de sa vie. Après être allé à l'école jusqu'à 15 ans, il va apprendre lui-même à construire des machines et en faire commerce dès ses 20 ans.
Passionné d'astronomie, mais ne pouvant se payer de télescope, il s'en construit un à côté de sa maison.
En 1880, il démarre une fabrique d'instruments astronomiques et tente diverses expériences. Il développe une méthode consistant à recouvrir la surface de miroir avec de l'argent (cette méthode ne sera dépassée qu'en 1932). Il fonde ensuite la "John A. Brashear Co.". Ses instruments d'optiques et de précision sont largement appréciés dans le monde scientifique de l'époque.
De 1901 à 1904, il occupe le poste de chancelier à la Western University of Pennsylvania.
Sa tombe se trouve dans la crypte de l'observatoire Allegheny de Pittsburgh avec cette citation We have loved the stars too fondly to be fearful of the night.

## Honneurs
- Association Brashear Association, fondée en 1917 à sa mémoire[8].
- Cratère Brashear sur la Lune[9].
- Cratère Brashear sur Mars[10].
- Astéroïde (5502) Brashear[11]
- Brashear High School de Pittsburgh (1976)[12]